# アンドリュー・マルク
アンドリュー・マルク（Andrew Marck, 1989年11月19日 - ）は、ニュージーランド・オークランド出身の野球選手。ポジションは、投手。ABLのブリスベン・バンディッツに所属している。

## 経歴
2012年11月に台湾で開催された第3回WBC予選のニュージーランド代表に選ばれた。